# ヨークシャー種
ヨークシャー種(英語: Middle White)はブタの品種である。

## 概要
ヨークシャー種はイギリスのヨークシャー原産のブタである。19世紀に「大ヨークシャー種」と「小ヨークシャー種」などの交配によって創出された。初出は1852年、品種登録は1884年、血統書が創設されたのは1885年である。
一般に家畜ブタは3タイプに分類される。脂肪重視の「ラードタイプ」、赤肉重視で長期保存に適する「ベーコンタイプ」、両者の中間で味の良い精肉用の「ポークタイプ」である。ヨークシャー種はポークタイプに分類される。
家畜ブタとしては中型で、きわめて飼育しやすく、肉の味が良いヨークシャー種は、19世紀後半から20世紀前半にかけて世界中で人気の品種になった。とりわけ、19世紀後半に養豚が行われるようになった日本では、国内のブタの95%がヨークシャー種だった。このため日本では、「ブタ」の典型的なイメージはもっぱらヨークシャー種によるものである。
ヨークシャー種はかつて一世を風靡し、世界中で飼育されて様々な品種のもとになった。しかし20世紀後半から純粋なヨークシャー種そのものは激減し、近年は希少品種とみなされていて、希少品種保存活動（Rare Breeds Survival Trust）の対象になっている。

### 名称
このブタ品種は、原産国であるイギリスでは「ミドルホワイト(Middle White)種」と呼ばれている。これは「スモールホワイト(Small White)種」と「ラージホワイト(Large White)種」の交配によって創出されたことから、その名がつけられたものである。スモール（小）、ラージ（大）、ミドル（中）の3種ともイギリスのヨークシャー（ヨーク地方）が原産地だった。
日本では、明治時代になって様々な家畜品種が外国から導入された。ブタは本種（ミドルホワイト種）が持ち込まれたが、このときに日本では原産地名から「ヨークシャー種」という名称で品種登録された。
あとになって、「ラージホワイト」が日本へ導入される際、ヨークシャー種との区別のために「大ヨークシャー種」と命名された（小ヨークシャー種は20世紀初頭に姿を消したため、日本へは入っていない）。
近年では、本来のイギリスでの名称にあわせて本種を「中ヨークシャー種」と通称し、「ヨークシャー種」は「大」と「中」の総称とする場合もある。ただし血統管理をしている日本養豚協会や農林水産省での正式名は「ヨークシャー種」（もしくは単に「ヨークシャー」）である。略称は「Y」があてられている。

## 特徴
外観的特徴は、中型で、皮膚と被毛は白色。メスは200kg、オスは250-280kgになる。体型は長方形で、胸は広く、胴は幅と厚みがあり、典型的なポークタイプである。顔は短くて小さく、鼻がしゃくれて上を向いている。耳は薄く、やや前方に傾いている。
性質はきわめて温順、他の品種に比べて牧柵を壊すことも少なく、屋外での放牧にも適している。ただし寒暖の差には弱い。
平均して9頭の仔を産み、よく子育てをする。そのため、他の品種の仔豚に乳をやって育てるにも適する。成育が早く、誕生時は10kgから14kg程度、生後3-4ヶ月で65kgから70kgに成長し、食用出荷が可能になる。あまり大きく肥育させるには適さない。

## 歴史

### 品種の創出
1852年にヨーク地方のキースリー(Keighley)という町で開かれたロイヤルショー（農業品評会）で、地元の織物職人だったジョセフ・タリー(Joseph Tuley)という人物が、自家生産の大ヨークシャー種のブタを出陳しようとしたところ、大ヨークシャー種にしては小さすぎるという理由で審査委員に展示を断られてしまった。
評議委員会が招集されてこのブタについての審議を行い、大ヨークシャー種にしては小さすぎるし、小ヨークシャー種にしては大きすぎるということで、どちらの品種にしても不適格だという結論になった。しかし優れたブタであることは確かであり、新たに中型種（Middle Breed）を創設することになった。
タリーのブタは、大ヨークシャー種のメスのうち最良のものに、小ヨークシャー種や小型のイノシシを数代に渡って交配して生産されたものだった。こうして生産されたタリーのブタは、小ヨークシャー種のように頭部が小さく、内臓も小さいが、体格は大ヨークシャー種なみに大きかった。
この新種のブタは早熟で、扱いやすく、小規模経営に向く。そのうえ肉の味も良いため、イギリス国内でどんどん広がっていった。1884年に英国豚生産者協会(National Pig Breeders Association、NPBA)が設立されると、ヨークシャー種、大ヨークシャー種、タムワース種(Tamworth)の3品種がイギリスの基礎品種に決まり、同年から血統書が作られるようになった。

### 世界への拡大
ヨークシャー種は扱いやすく、交雑が容易で、特に食味の向上に適した品種だった。都市近郊での飼育にも適しており、ロンドン近郊でも盛んに飼養された。こうした養豚業者は「ロンドンの養豚家(The London Porker)」と呼ばれ、ヨークシャー種はロンドンの精肉業者の間でも人気品種になった。
20世紀前半には、世界中に広まり、世界の主流品種のひとつになった。中でも日本では大きなシェアを占めるようになった。
また、ヨークシャー種は様々な品種の改良にあてられた。ヨークシャー種を交配して創出された主な品種としては、アメリカの「チェスターホワイト種」、ロシアの「リトアニアンホワイト種」中国の「新淮豚」・「黄淮海黒豚」、オランダの「ハイポー種」などがいる。

### 衰退と近年の動向
ところが第二次世界大戦が始まると、脂身が少なく保存が効く「ベーコンタイプ」の豚肉の需要が圧倒的になり、「ポークタイプ」のヨークシャー種は淘汰されるようになった。大規模経営の養豚業者が登場したり、飼育技術の向上もそれに拍車をかけた。1957年の英国豚生産者協会による統計では、イギリス国内で血統登録されたブタのうち、ヨークシャー種はわずか0.4％にとどまっている。
しかし一部の農家は、将来のために純粋なヨークシャー種を残した。近年は食味のよさが見直され、ヨークシャー種はロンドンの高級レストランで採用されるようになっている。1990年の統計では、かつてよりは血統登録数は回復したが、それでも3.3％ほどにすぎない。
1990年にはヨークシャー種生産者会(Middle White Pig Breeders Club)がイギリスで設立された。世話人はヨークシャー種の熱狂的な生産者として知られるAntony Worrall Thompsonである。このほか、オーストラリアやカナダ、アルゼンチンでは今も多く飼育されている。

### 日本での動向
日本では明治以降にブタの飼育が本格化した。はじめはアメリカ産のチェスターホワイト種、イギリス産のサフォーク種、バークシャー種などが持ち込まれたが、明治政府は1900（明治33）年にヨークシャー種とバークシャー種を種豚に選定すると、しだいにヨークシャー種が主流になった。両種は日本各地の官営の種畜牧場に配置されて種豚となったが、鹿児島県や埼玉県の一部でバークシャー種（いわゆる薩摩黒豚の祖）が主流になった以外は、全国はほぼヨークシャー種になった。
これには日本の養豚事情が影響している。穀物の豊富なアメリカでは、ブタにもトウモロコシなどの農産飼料をふんだんに与えて飼育が可能だったが、日本では家畜用の飼料がそこまで潤沢ではなかった。そのため日本では、ブタは主に食品廃棄物を与えて飼育されるようになり、養豚はもっぱら都市部で行われるようになった。こうした飼育環境や、気候、日本人の嗜好などにも適し、飼育が容易だったのがヨークシャー種だった。最盛期には日本のブタの95%がヨークシャー種だった。日本国内でもヨークシャー種の改良が行なわれ、東南アジア各国へ種豚として輸出されて普及した。
第二次世界大戦前には国内100万頭以上のブタが飼われていたが、戦争によって国内の食料生産は落ち込み、ブタに与える食料廃棄物の確保もままならなくなり、戦争終結時には8万頭にまで数を減らした。戦後まもなくはアメリカによる援助物資として、多くの大型品種が導入された。これを日本に適するように改良するため、ヨークシャー種との交雑がさかんに行われた。しかしながら徐々に品質が退化し始め改良も頭打ちの傾向を見せたため、1950年にはイギリスからヨークシャー種の種豚導入を再開している。
戦後の復興期にはヨークシャー種は爆発的に増加した。ピークの1962（昭和37）年に血統登録されたヨークシャー種は56,385頭で、これはこの年に登録されたブタの82%に相当する。血統管理を行った日本種豚登録協会では、「原産国の英国および諸外国を通じても恐らく最高の年間登録頭数」だったとしている。
日本経済が大きく発展すると、都市近郊での養豚が敬遠されるようになるとともに、食料・飼料生産が大きく向上し、食品廃棄物ではなく家畜用飼料を与えて家畜を育てることが可能になった。さらに、飼育の難しい品種の養育技術が向上し、従来は難しかった大型種によって生産量の拡大や効率化をはかったり、競争力を高めるために高品質・高付加価値の品種を育成するものが増えた。近年は、豚肉生産の量・質・効率などをバランスをはかるため、純粋品種ではなく、ヨークシャー種や大ヨークシャー種、ランドレース種、デュロック種、ハンプシャー種などの交雑による生産が主流になった。
1999（平成11）年に日本で新たに血統登録されたヨークシャー種はわずか15頭で、同年の登録数の0.1％である。
千葉県北総地域では細々とヨークシャー種の生産が続けられており、その味に注目され、2004年に千葉県内のヨークシャー種生産農家7人で「千葉ヨーク振興評議会」が設立され、2008年には「ダイヤモンドポーク」のブランド名でヨークシャー種豚肉の流通が始まった。しかしながら、日本国内の主要品種と比べるとヨークシャー種は出荷までに40日間ほど長く育成がかかり、飼料代金がかさむことから、豚肉の販売価格は一般的な国産豚肉の2.5倍の価格となり、生産農家は3戸にまで減った。その後、トンカツ専門店「まい泉」のオリジナル銘柄の採用されるなどして、知名度が向上している。